# كيتي باين
كيتي باين (بالإنجليزية: Katharine Payne)‏ هي أستاذة جامعية أمريكية، ولدت في 1937 في إثاكا في الولايات المتحدة.